# Гексафторооксониобат калия
Гексафторооксониобат калия — неорганическое соединение,
соль калия с формулой K3NbOF6,
кристаллы.

## Получение
- Сплавление фторида калия, гептафторониобата калия и оксида ниобия:

{\displaystyle {\mathsf {9KF+3K_{2}NbF_{7}+Nb_{2}O_{5}\ {\xrightarrow {650-750^{o}C}}\ 5K_{3}NbOF_{6}}}}

## Физические свойства
Гексафторооксониобат калия образует кристаллы
кубической сингонии,
пространственная группа F m3m,
параметры ячейки a = 0,889 нм, Z = 4.